# Brouwerij Walrave

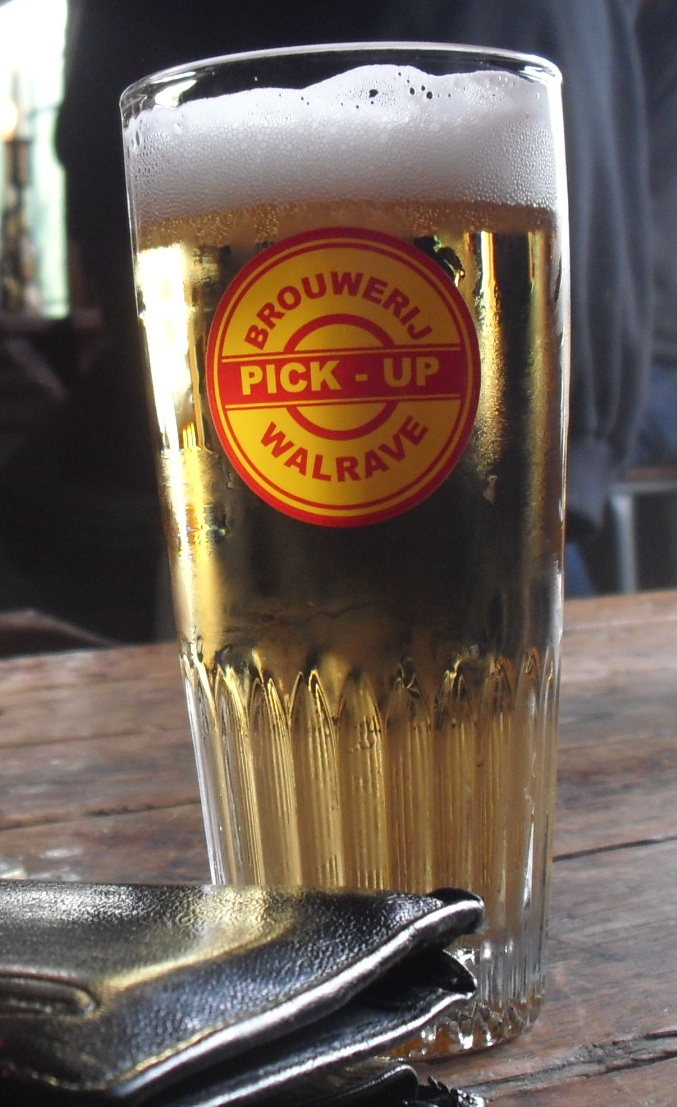
Pils van Walrave.

Brouwerij Walrave of Brouwerij Den Anker is een voormalige brouwerij in de Belgische gemeente Laarne aan de Lepelstraat. Het bedrijf werd in 1862 gesticht door Auguste Walrave (1812-1888) en noemde aanvankelijk Brouwerij Den Anker. De brouwerij is thans nog altijd in bezit van dezelfde familie en wordt geleid door de vijfde generatie. De huidige bedrijfsgebouwen en het kasteeltje (1870) van de stichter en eigenaar bevinden zich op een vroegere hofstede. Die was voorheen eigendom van griffier Guillaume Van der Moere, die het had aangekocht in 1742.

## Gebonden aan Laarne
In 1937 startte men met de aanmaak van pils onder de naam Pick Up, een bier dat nog steeds wordt gebrouwen en geleverd aan de herbergiers in Laarne en omstreken. De familie Walrave leverde verschillende burgemeesters in Laarne. De stichter Auguste Walrave was burgemeester van 1843 tot 1888 en werd opgevolgd door zijn zoon Urbain die in functie was tot 1903. Kleinzoon Joseph Walrave (1893-1976) was er burgemeester van 1946 tot 1964. De aldaar gebrouwen bieren waren de pils Pick Up (5,0%) en Toverhekske (5,8%). De brouwactiviteiten in Laarne werden stopgezet en de twee bieren worden nu elders gebrouwen.

## Bescherming
In 2004 werden de brouwerij en de woning beschermd als monument.